# Strigamia chionophila
Strigamia chionophila är en mångfotingart som beskrevs av Charles Thorold Wood 1862. Strigamia chionophila ingår i släktet Strigamia och familjen spoljordkrypare. Inga underarter finns listade i Catalogue of Life.